# Джон Брінклі
Преподобний Джон Мортімер Брінклі (англ. John Mortimer Brinkley, бл. 1763—1835) — ірландський астроном і релігійний діяч.

## Життєпис
Народився в місті Вудбрідж, Саффолк, й охрещений там 31 січня 1763, точна дата його народження невідома. Був незаконнонародженим сином Сари Брінклі, дочки м'ясника. При вступі до Кембриджу Джона Брінклі записано сином винороба Джона Товлера Брінклі, хоча є підстави вважати, що його справжнім батьком був Джон Товлер, 1-й граф Норбері, згодом — головний суддя суду загальної юрисдикції Ірландії.
1788 року здобув ступінь бакалавра, а 1791 року — ступінь магістра мистецтв (Master of Arts) і того ж року висвячений у Лінкольнскому соборі (Лінкольн, графство Лінкольншир). 1792 року став другим ендрюсівським професором астрономії в університеті Дубліна і першим королівським астрономом Ірландії, останню посаду він займав до 1827 року. У 1822—1835 був президентом Ірландської королівської академії.
Основні праці в галузі зоряної астрономії. 1808 року опублікував свою працю Elements of Plane Astronomy. Спільно з Джоном Лоу, єпископом Елфіну, Брінклі підготував розділ «Астрономія» в книзі «Природна теологія» Вільяма Пейлі.
1826 року Брінклі призначено єпископом Клойну в графстві Корк і займав він цю посаду до кінця свого життя. Крім того, після обрання 1831 року, Брінклі протягом двох років займав посаду президента Королівського астрономічного товариства.
1824 року нагороджений медаллю Коплі.
Помер Джон Брінклі 1835 року в Дубліні і похований у каплиці Триніті-коледжу.
Джон Брінклі був одружений з Естер Вельд, подружжя мало двох синів, Джона (1793—1840) і Метью (1797—1855), і дочку Сару Джейн (1801–1827).